# Suzuki Twin
El Suzuki Twin (スズキ・ツイン, Suzuki Tsuin) va ser un kei car de la marca japonesa Suzuki. El Twin va ser produït des de 2003 fins a 2005. Aquest model només va ser produït per al mercat domèstic japonés. Cal destacar que el Suzuki Twin va ser el primer kei car hibrid de la història, estant a la venda tant la versió híbrida com la de gasolina. El model de gasolina va marcar un consum mitjà de 4,54 l/100 km i la versió híbrida un de 2,93 l/100 km.